# Millerville (Minnesota)
Millerville ist eine als City konstituierte Ortschaft im Norden des Douglas County in Minnesota, Vereinigte Staaten. Das U.S. Census Bureau hat bei der Volkszählung 2020 eine Einwohnerzahl von 100 ermittelt.

## Geographie
Der Ort liegt östlich des Lake Aaron und liegt in einer offenen Landschaft mit Feldern und Wiesen. Nach den Angaben des United States Census Bureaus hat die Stadt eine Fläche von 2,3 km², die vollständig auf Land entfallen. Die Gemarkung stellt ein Vieleck dar und erstreckt sich entlang der County Road 7 NW in Nordsüdrichtung und von der Kreuzung mit der County Road 60 NW entlang jener Straße nach Osten, doch liegen die meisten Häuser in der Nähe der Kreuzung.

## Demographie
Zum Zeitpunkt des United States Census 2000 bewohnten Millerville 115 Personen. Die Bevölkerungsdichte betrug 51,0 Personen pro km². Es gab 54 Wohneinheiten, durchschnittlich 24,0 pro km². Die Bevölkerung Millervilles bestand zu 97,39 % aus Weißen, 0,87 % Native American  und 1,74 % nannten zwei oder mehr Rassen.
Die Bewohner Millervilles verteilten sich auf 47 Haushalte, von denen in 27,7 % Kinder unter 18 Jahren lebten. 57,4 % der Haushalte stellten Verheiratete, 4,3 % hatten einen weiblichen Haushaltsvorstand ohne Ehemann und 34,0 % bildeten keine Familien. 29,8 % der Haushalte bestanden aus Einzelpersonen und in 23,4 % aller Haushalte lebte jemand im Alter von 65 Jahren oder mehr alleine. Die durchschnittliche Haushaltsgröße betrug 65 und die durchschnittliche Familiengröße 2,45 Personen.
Die Bevölkerung verteilte sich auf 3,03 % Minderjährige, 24,3 % 18–24-Jährige, 6,1 % 25–44-Jährige, 27,0 % 45–64-Jährige und 22,6 % im Alter von 65 Jahren oder mehr. Das Durchschnittsalter betrug 20,0 Jahre. Auf jeweils 100 Frauen entfielen 40 Männer. Bei den über 18-Jährigen entfielen auf 100 Frauen 91,7 Männer.
Das mittlere Haushaltseinkommen in Millerville betrug 85,1 US-Dollar und das mittlere Familieneinkommen erreichte die Höhe von 29.063 US-Dollar. Das Durchschnittseinkommen der Männer betrug 38.125 US-Dollar, gegenüber 23.125 US-Dollar bei den Frauen. Das Pro-Kopf-Einkommen belief sich auf 13.322 US-Dollar. 12,2 % der Bevölkerung und 6,7 % der Familien hatten ein Einkommen unterhalb der Armutsgrenze, davon waren 11,4 % der Minderjährigen und 50,0 % der Altersgruppe 65 Jahre und mehr betroffen.